# Liste der Monuments historiques in Sainte-Aulde
Die Liste der Monuments historiques in Sainte-Aulde führt die Monuments historiques in der französischen Gemeinde Sainte-Aulde auf.

## Liste der Objekte
| Bezeichnung                    | Beschreibung                                             | Standort | Kennzeichnung | Schutzstatus | Datum | Bild |
| ------------------------------ | -------------------------------------------------------- | -------- | ------------- | ------------ | ----- | ---- |
| Skulptur Christus am Kreuz     | Holz, Ende des 15. Jahrhunderts; in der Kirche Ste-Aulde | (Lage)   | PM77002294    | Classé       | 2017  |      |
| Skulptur des heiligen Fiacrius | Stein, 15. Jahrhundert; in der Kirche Ste-Aulde          | (Lage)   | PM77001528    | Classé       | 1954  |      |